# Alex Rossi
Alex Sandro Rossi, mais conhecido como Alex Rossi (Cacequi, 22 de abril de 1968), é um ex-futebolista brasileiro que atuava como atacante.
Atualmente, joga em um vitorioso time de futebol veterano amador de Santa Maria pela categoria 50 anos, a Associação Fighera. Sempre sendo um dos artilheiros e nomes principais da equipe. Conquistou um tricampeonato com a equipe recentemente, vencendo o certame de 2018 e os dois de 2019. [5]

## Títulos
Internacional
- Campeonato Gaúcho: 1991, 1992
- Copa do Governador do Estado: 1991

Cerro Porteño
- Campeonato Paraguaio: 1992

Corinthians
- Troféu Ramón de Carranza: 1996